# Табулуту, Паулиаси
Паулиаси Табулуту (фидж. Pauliasi Tabulutu, родился 15 июля 1967 года) — фиджийский регбист, игрок в регбилиг и регбийный тренер. Выступал на позиции скрам-хава.

## Биография
Паулиаси представлял команду округа Сува на клубном уровне, играл на позиции полузащитника (скрам-хава). В сборной Фиджи дебютировал дебютировал 28 июня 1986 года против Тонги в Нукуалофа, выступал на чемпионатах мира 1987 и 1991 годов. Всего сыграл 34 игры и набрал 4 очка благодаря занесённой попытке. Сыграл всего 4 матча на Кубках мира, последнюю игру в карьере за сборную провёл 12 октября 1991 года против Румынии в Бриве.
Помимо классического регби, Табулуту играл в 1990—1991 годах в регби-7 за сборную Фиджи под руководством Китионе Туибуа, которая выиграла три раза подряд Гонконгский турнир. В 1992 году Табулуту стал одним из первопроходцев регби-13 в стране, проведя первые матчи на высшем уровне — он сыграл на турнире в Сиднее Nissan World Sevens в составе команды Калдена Камеа. 19 июня 1993 года провёл единственную официальную игру за национальную сборную Фиджи по регбилиг против Папуа — Новой Гвинеи (поражение 24:35).
В 1994 году Табулуту тренировал национальную сборную по регбилиг, а в 2000 году возглавил команду округа Сува. В 2004 году он принял у Санивалати Лаулау сборную по регби-7, вернув в команду её легендарного капитана Вайсале Сереви. Накануне чемпионата мира 2005 года в Гонконге он объявил о своей отставке из-за неудовлетворительных результатов на турнирах этапов Мировой серии в Веллингтоне и Лос-Анджелесе, уступив пост Уэйну Пиваку, который включил в тренерский штаб на правах играющего тренера и самого Сереви. Фиджийцы выиграли тот чемпионат.
Племянник — Джоэли Веитаяки, также регбист, выступает за сборную Фиджи по регби.